# Motorrad- und Technikmuseum Leiningerland
Das Motorrad- und Technikmuseum Leiningerland ist ein Museum in Rheinland-Pfalz.

## Geschichte
Die Betreibergesellschaft Motorrad- und Technikmuseum Leiningerland e.V. wurde im April 1991 gegründet. Pläne, noch im selben Jahr ein Museum zu eröffnen, scheiterten. Erst 2001 konnte das Museum eröffnet werden. Es befindet sich in Quirnheim. Es ist an ein bis zwei Tagen pro Woche geöffnet.

## Ausstellungsgegenstände
Der Schwerpunkt liegt auf Zweirädern. 50 Motorräder, 20 Mopeds und 12 Fahrräder sind ausgestellt. 
Bekannt sind: Adler M 100, Ardie NE 125 und VF 125, AWO 425, Bauer 98/2, Bianchi 125, BMW R 2, R 24, R 27, R 51/3, R 52, R 60/7, R 68 und R 75 Gespann, Cyclorette, Cyclette, DKW E 200, Hummel, Hummel 115 und RT 200, Dürkopp MD 150, Express, Heinkel Perle, Hercules Akku, BW, C 1, Lastboy, Prima und W 2000, Honda CB 55, CX 500, Monkey und XT, Horex Regina, Kreidler K 54, Florett RS und Mustang, KTM 50 PL, Maico M 250/B, Meister Junior, Miele K 100, Monet et Goyon, Moto Graziella, MZ TS 150 und MZ TS 250/1, NSU 201 Pony, Damenquick, Fox, Max, OSL und Quickly, Panther 50, Puch 175 SVS, Rabeneick GD 150, Rixe RS 250/2, Sachs Prima, Simson SD 50, Schwalbe, SR 2 und Star, Suzuki GS 500 E, Katana 500 und RG 500, Triumph 98 cm³, BDG 125, BDG 250 und BDG 250 H, Vespa GS 3, Victoria Typ 115 und Vicky, Vélosolex 3800, Wanderer 98, William Cyclette und Cyclorette, Yamaha SR 500, Zündapp Bella, C 50, DB 203 Comfort, DB 201 und KS 100.
Dazu kommen 20 Motoren. Als Besonderheit ist ein Stationärmotor von der Motorenfabrik Hatz von 1926 angegeben. Weitere Stationärmotoren stammen von Bernard, Farymann, Güldner, Gutbrod, ILO, Lister, MSN von 1925 und Sachs.
Der Pkw-Bereich umfasst laut Quelle nur ein Auto. 2010 waren ein Goggomobil als Coupé und ein Trabant 601 als Limousine ausgestellt. Außerdem sind Motorradhelme zu sehen.